# Garibaldi, l'eroe dei due mondi
Garibaldi, l'eroe dei due mondi (A casa das sete mulheres),  è una telenovela brasiliana, nota anche con il nome La casa delle sette donne. Tratta dall'omonimo libro di Leticia Wierzchowski (che è anche fra i tre sceneggiatori) e prodotta  nel 2003 da TV Globo, è composta da 60 episodi (53 in italia) da 50 minuti circa ciascuno. 
Questa telenovela è stata trasmessa in Italia da Rete 4 dal 31 maggio 2004 e poi replicata da Rai Premium e Rai 1 con il titolo La casa delle sette donne.

## Trama
Durante la Guerra dei Farrapos del 1834, il comandante Bento Gonçalves da Silva, partito in battaglia, lascia a casa le donne della sua famiglia: la moglie Caetana, le sorelle Ana Joaquina e Maria, le nipoti Manuela, Mariana e Rosaria, e la figlia Benedetta. Caetana, donna forte e innamoratissima del marito, suscita l'invidia di Maria, fredda e prepotente, sposata solo per volere del padre e che nasconde un segreto riguardo al suo passato. Invece Manuela, dopo l'arrivo di Giuseppe Garibaldi, se ne innamora e lotta contro la sua famiglia per potergli restare accanto, ma dovrà rassegnarsi a perdere l'amore dell'italiano quando quest'ultimo conoscerà la giovanissima Anita. Rosaria si innamora del capitano della schiera imperiale, opposta a quella di Bento, che l'ha salvata dalle violenze di un soldato caramuru.
Il giovane capitano Stefano però viene ucciso in battaglia dal promesso sposo di Rosario, Corte Real, e da quel momento la ragazza, non credendo alla terribile notizia e accecata dal dolore, vive una storia immaginaria con lui e viene così rinchiusa in convento dalla madre.
Benedetta conosce il guerrigliero Inacio vicino al fiume; tra i due è subito amore, ma il giovane le nasconde di essere sposato. Quando la ragazza scopre che Teresa, la sua vicina di casa malata, è proprio la moglie di Inacio, si sente in colpa e tenterà di dimenticarlo. Ma l'amore crescerà sempre di più e sarà proprio Teresa, in punto di morte, a chiedere alla ragazza di sposare suo marito e di renderlo felice. Mariana, la più giovane delle donne, sogna di sposarsi con Netto, soldato al servizio dello zio, ma il destino avrà in serbo per lei un altro amore facendole conoscere Joao Gutierrez, stalliere della estancia, chiamato per difendere le donne dagli attacchi dei nemici. Ad opporsi a questo legame sarà sua madre Maria, che vorrebbe rinchiuderla in convento insieme alla sorella Rosaria, ma che poi, grazie all'amore della figlia per il mandriano, rivelerà il suo segreto.